# Perućko Jezero
Perućko Jezero är en sjö i Kroatien.   Den ligger i länet Dalmatien, i den sydöstra delen av landet, 230 km söder om huvudstaden Zagreb. Perućko Jezero ligger 347 meter över havet. Arean är 13,0 kvadratkilometer. Omgivningarna runt Perućko Jezero är en mosaik av jordbruksmark och naturlig växtlighet. Den sträcker sig 13,4 kilometer i nord-sydlig riktning, och 12,6 kilometer i öst-västlig riktning.
Följande samhällen ligger vid Perućko Jezero:
- Potravlje (827 invånare)